# Женская сборная Бельгии по футболу
Женская национальная сборная Бельгии по футболу (фр. Équipe de Belgique féminine de football) представляет Бельгию на международной арене женского футбола. Была образована в 1976 году, руководство сборной осуществляет Королевская бельгийская футбольная ассоциация.

## История

### Ранние годы (1976—1984)
Свой первый матч Бельгия сыграла против Франции 30 мая 1976 года на стадионе Огюст Делон в Реймсе, Франция. Игра закончилась победой со счетом 2-1. Через год после этого дебюта бельгийская команда сыграла против Швейцария и Франция, сыграв в обоих матчах вничью (2-2 и 1-1 соответственно). В следующем году они снова играли с теми же командами, на этот раз обыграв обе со счетом 1-0 и 2-0. Затем последовала еще одна победа над Югославии со счетом 1-0. Первое поражение команды было нанесено Англией: 3-0, затем поражение от Франции 2-0 и ничья 2-2 против Нидерланды. В последующие годы Бельгия продолжала играть в основном против европейских команд.

### Первые годы (1984—1989)
Бельгия впервые участвовала в отборочном турнире Европейского турнира по женскому футболу 1984 года. Они попали в группу со сборными Нидерландов, Дании и Западной Германии. Результаты матчей первого круга: победа над Нидерландами со счетом 3:2, поражение 1:0 от Дании и ничьей 1:1 со сборной Западной Германии. После второго круга бельгийская команда оказалась последней в группе: поражение со счетом 5:0 от Нидерландов и ничьи 2:2 против Дании, и 1:1 против Германии.
Вторая попытка пройти квалификацию была предпринята для участия в Европейском чемпионате 1987 года, где им противостояли сборные Франции, Нидерландов и Швеции. В их играх против Франции была одна победа и одно поражение со счетом 3:1. Однако все матчи против других соперников были поражениями: 3:1 и 3:0 против Нидерландов и 5:0 и 2:1 против Швеции. Бельгия снова заняла последнее место в группе.
В попытке пройти квалификацию на следующий турнир 1989 года они добились большего успеха. В их группе находились 4 другие команды: Чехословакия, Франция, Испания и Болгария. Из восьми игр было выиграно две, вничью четыре и проиграли две, забив 7 голов и пропустив 4. Это принесло им третье место в группе, но не хватило для выхода в финальную часть турнира.

### Стагнация (1990—2011)
Бельгийская команда потерпела ряд неудач с 1990 по 2011 год. Они не выиграли и половины своих матчей ни в одной из квалификационных кампаний за этот период, кроме одного. Этим печальным исключением были отборочные матчи чемпионата мира среди женщин 2003 года, где они выиграли пять игр и потерпели только одно поражение, но сборная Шотландии добилась того же результата и с большей разницей мячей, оставив Бельгию второй в группе.

### Сборная под руководством Ива Сернеелса (2011—2025)
Эпоха побед началась, когда Ив Сернеелс заменил Анне Ноэ на посту менеджера в 2011 году. Он привёл команду к улучшению квалификационных результатов на Евро-2013 и ЧМ-2015, оба раза заняв третье место в группе (незадолго до квалификации). Бельгийская женская футбольная команда получила прозвище «Красные бельгийские огоньки». После улучшений Королевская бельгийская футбольная ассоциация вложила средства в дальнейший рост, нацелившись на выход в Евро-2017. После успешного старта в своей группе команду пригласили сыграть на Кубок Алгарве 2016 в Португалии, одном из самых престижных международных футбольных соревнований среди женщин.
Бельгия заняла второе место в своей квалификационной группе к Евро-2017 (после сборной Англии), чего было достаточно, чтобы получить их первый в истории выход на крупный турнир. На Евро-2017 Бельгия одержала победу со счетом 2:0 над Норвегией. Однако после проигрыша 1:0 от Дании и 2:1 от Нидерландов они заняли третье место в своей группе и не вышли в плей-офф.
Бельгия показала хорошие результаты в отборочном турнире ЧМ-2019 и заняла второе место в группе после сборной Италии. В результате они прошли квалификацию, поскольку вошли в четверку лучших команд, занявших второе место. В стыковых матчах Бельгия встретилась со сборной Швейцарии, после двух матчей общий счет был 3-3, но Швейцария продвинулась вперед по голам на выезде.
Ив Сернеелс был уволен 17 января 2025 года.

## Сборная в рейтингах ФИФА
| 2003 | 2004 | 2005 | 2006 | 2007 | 2008 | 2009 | 2010 | 2011 | 2012 | 2013 | 2014 | 2015 | 2016 | 2017 | 2018 | 2019 | 2020 | 2021 | 2022 |
| ---- | ---- | ---- | ---- | ---- | ---- | ---- | ---- | ---- | ---- | ---- | ---- | ---- | ---- | ---- | ---- | ---- | ---- | ---- | ---- |
| 27   | 27   | 31   | 33   | 34   | 32   | 29   | 35   | 32   | 27   | 27   | 26   | 28   | 25   | 22   | 21   | 17   | 17   | 20   | 20   |

Источник:FIFA World Ranking History (англ.)

## Состав сборной
Следующие игроки были включены в состав сборной на Чемпионат Европы по футболу среди женщин 2022.
| №              | Имя                  | Клуб              | Дата рождения   | Возраст | Игр     | Голов   |
| Вратари        | Вратари              | Вратари           | Вратари         | Вратари | Вратари | Вратари |
| -------------- | -------------------- | ----------------- | --------------- | ------- | ------- | ------- |
| 1              | Эврард, Ники         | Гент              | 26 мая 1995     | 27      | 51      | 0       |
| 12             | Лемей, Диеде         | Сассуоло          | 7 октября 1996  | 25      | 7       | 0       |
| 21             | Лиза Лихтфус         | Дижон             | 29 декабря 1999 | 22      | 0       | 0       |
| Защитники      |                      |                   |                 |         |         |         |
| 2              | Филтьенс, Давина     | Сассуоло          | 26 февраля 1989 | 33      | 108     | 10      |
| 4              | Тисяк, Эмбер         | Ауд-Хеверле Лёвен | 26 января 2000  | 22      | 16      | 5       |
| 15             | Вангелуве, Джоди     | Клуб ЯЛА          | 15 июля 1997    | 24      | 10      | 0       |
| 17             | Тисон, Шарлотта      | Андерлехт         | 21 апреля 1998  | 24      | 13      | 0       |
| 18             | Де Неве, Лаура       | Андерлехт         | 9 октября 1994  | 27      | 55      | 2       |
| 19             | Кис, Сари            | Ауд-Хеверле Лёвен | 17 февраля 2001 | 21      | 7       | 0       |
| 22             | Делоуз, Лаура        | Андерлехт         | 18 июня 1993    | 29      | 68      | 4       |
| Полузащитники  |                      |                   |                 |         |         |         |
| 6              | Тине Де Кеньи        | Хоффенхайм        | 9 июня 1997     | 25      | 75      | 37      |
| 8              | Делако, Фели         | Гент              | 4 апреля 2002   | 20      | 8       | 0       |
| 10             | Ванхаевермэт, Жюстин | Рединг            | 29 апреля 1992  | 30      | 34      | 4       |
| 11             | Кайман, Дженис       | Олимпик Лион      | 12 октября 1988 | 33      | 126     | 47      |
| 16             | Миннарт, Мари        | Клуб ЯЛА          | 5 мая 1999      | 22      | 26      | 3       |
| 20             | Бизманс, Джули       | ПСВ               | 4 мая 1994      | 28      | 92      | 3       |
| 23             | Миссиипо, Кассандра  | Андерлехт         | 3               | 2       | 1998    | 24      |
| Нападающие     |                      |                   |                 |         |         |         |
| 3              | Ван Керкховен, Элла  | Андерлехт         | 20 ноября 1993  | 28      | 18      | 9       |
| 5              | Вейнантс, Сара       | Андерлехт         | 13 октября 1999 | 22      | 25      | 2       |
| 7              | Эрлингс, Ханна       | Ауд-Хеверле Лёвен | 1 января 2003   | 19      | 18      | 4       |
| 9              | Тесса Вулларт        | Андерлехт         | 19 марта 1993   | 29      | 109     | 67      |
| 13             | Донто, Елена         | Твенте            | 27 марта 1998   | 24      | 22      | 3       |
| 14             | Ванмехелен, Давиния  | Стандард          | 30 августа 1999 | 22      | 47      | 10      |
| Главный тренер |                      |                   |                 |         |         |         |
| Флаг Бельгии   | Ив Сернеелс          | Ив Сернеелс       | 16 октября 1972 | 49      |         |         |

## История выступления на международных турнирах
Чемпион       Финалист       3-е место       4-е место или Полуфинал  

### Участие в чемпионатах мира
| 1991  | Не прошла квалификацию | Не прошла квалификацию | Не прошла квалификацию | Не прошла квалификацию | Не прошла квалификацию | Не прошла квалификацию | Не прошла квалификацию | Не прошла квалификацию | Не прошла квалификацию | 6                 | 1                 | 0                 | 5                 | 1                 | 12                | -11               | Йохан Бол    |
| 1995  | Не прошла квалификацию | Не прошла квалификацию | Не прошла квалификацию | Не прошла квалификацию | Не прошла квалификацию | Не прошла квалификацию | Не прошла квалификацию | Не прошла квалификацию | Не прошла квалификацию | 6                 | 2                 | 1                 | 3                 | 15                | 13                | 2                 | Йохан Бол    |
| 1999  | Не прошла квалификацию | Не прошла квалификацию | Не прошла квалификацию | Не прошла квалификацию | Не прошла квалификацию | Не прошла квалификацию | Не прошла квалификацию | Не прошла квалификацию | Не прошла квалификацию | 8                 | 0                 | 1                 | 7                 | 6                 | 23                | -17               | Энн Ноа      |
| 2003  | Не прошла квалификацию | Не прошла квалификацию | Не прошла квалификацию | Не прошла квалификацию | Не прошла квалификацию | Не прошла квалификацию | Не прошла квалификацию | Не прошла квалификацию | Не прошла квалификацию | 6                 | 5                 | 0                 | 1                 | 13                | 9                 | 4                 | Энн Ноа      |
| 2007  | Не прошла квалификацию | Не прошла квалификацию | Не прошла квалификацию | Не прошла квалификацию | Не прошла квалификацию | Не прошла квалификацию | Не прошла квалификацию | Не прошла квалификацию | Не прошла квалификацию | 8                 | 0                 | 0                 | 8                 | 8                 | 25                | -17               | Энн Ноа      |
| 2011  | Не прошла квалификацию | Не прошла квалификацию | Не прошла квалификацию | Не прошла квалификацию | Не прошла квалификацию | Не прошла квалификацию | Не прошла квалификацию | Не прошла квалификацию | Не прошла квалификацию | 8                 | 3                 | 1                 | 4                 | 18                | 13                | 5                 | Айвз Сернелс |
| 2015  | Не прошла квалификацию | Не прошла квалификацию | Не прошла квалификацию | Не прошла квалификацию | Не прошла квалификацию | Не прошла квалификацию | Не прошла квалификацию | Не прошла квалификацию | Не прошла квалификацию | 10                | 6                 | 1                 | 3                 | 34                | 11                | 23                | Айвз Сернелс |
| 2019  | Не прошла квалификацию | Не прошла квалификацию | Не прошла квалификацию | Не прошла квалификацию | Не прошла квалификацию | Не прошла квалификацию | Не прошла квалификацию | Не прошла квалификацию | Не прошла квалификацию | 8                 | 4                 | 2                 | 1                 | 11                | 8                 | 3                 | Айвз Сернелс |
| 2023  | Отборочный турнир      | Отборочный турнир      | Отборочный турнир      | Отборочный турнир      | Отборочный турнир      | Отборочный турнир      | Отборочный турнир      | Отборочный турнир      | Отборочный турнир      | Отборочный турнир | Отборочный турнир | Отборочный турнир | Отборочный турнир | Отборочный турнир | Отборочный турнир | Отборочный турнир | Айвз Сернелс |
| Итого | 0/9                    | -                      | -                      | -                      | -                      | -                      | -                      | -                      | -                      | 60                | 21                | 6                 | 32                | 106               | 114               | -8                | -            |

### Участие в чемпионатах Европы
| 1984  | Не прошла квалификацию | Не прошла квалификацию | Не прошла квалификацию | Не прошла квалификацию | Не прошла квалификацию | Не прошла квалификацию | Не прошла квалификацию | Не прошла квалификацию | Не прошла квалификацию | 6                                  | 1                                  | 3                                  | 2                                  | 7                                  | 12                                 | -5                                 | Йохан Бол    |
| 1987  | Не прошла квалификацию | Не прошла квалификацию | Не прошла квалификацию | Не прошла квалификацию | Не прошла квалификацию | Не прошла квалификацию | Не прошла квалификацию | Не прошла квалификацию | Не прошла квалификацию | 6                                  | 1                                  | 0                                  | 5                                  | 6                                  | 17                                 | -11                                | Йохан Бол    |
| 1989  | Не прошла квалификацию | Не прошла квалификацию | Не прошла квалификацию | Не прошла квалификацию | Не прошла квалификацию | Не прошла квалификацию | Не прошла квалификацию | Не прошла квалификацию | Не прошла квалификацию | 8                                  | 2                                  | 4                                  | 2                                  | 7                                  | 4                                  | 3                                  | Йохан Бол    |
| 1991  | Не прошла квалификацию | Не прошла квалификацию | Не прошла квалификацию | Не прошла квалификацию | Не прошла квалификацию | Не прошла квалификацию | Не прошла квалификацию | Не прошла квалификацию | Не прошла квалификацию | 6                                  | 1                                  | 0                                  | 5                                  | 1                                  | 12                                 | -11                                | Йохан Бол    |
| 1993  | Не прошла квалификацию | Не прошла квалификацию | Не прошла квалификацию | Не прошла квалификацию | Не прошла квалификацию | Не прошла квалификацию | Не прошла квалификацию | Не прошла квалификацию | Не прошла квалификацию | 4                                  | 1                                  | 2                                  | 1                                  | 1                                  | 8                                  | -7                                 | Йохан Бол    |
| 1995  | Не прошла квалификацию | Не прошла квалификацию | Не прошла квалификацию | Не прошла квалификацию | Не прошла квалификацию | Не прошла квалификацию | Не прошла квалификацию | Не прошла квалификацию | Не прошла квалификацию | 6                                  | 2                                  | 1                                  | 3                                  | 15                                 | 13                                 | 2                                  | Йохан Бол    |
| 1997  | Не прошла квалификацию | Не прошла квалификацию | Не прошла квалификацию | Не прошла квалификацию | Не прошла квалификацию | Не прошла квалификацию | Не прошла квалификацию | Не прошла квалификацию | Не прошла квалификацию | Не вошла в квалификационную группу | Не вошла в квалификационную группу | Не вошла в квалификационную группу | Не вошла в квалификационную группу | Не вошла в квалификационную группу | Не вошла в квалификационную группу | Не вошла в квалификационную группу | Йохан Бол    |
| 2001  | Не прошла квалификацию | Не прошла квалификацию | Не прошла квалификацию | Не прошла квалификацию | Не прошла квалификацию | Не прошла квалификацию | Не прошла квалификацию | Не прошла квалификацию | Не прошла квалификацию | Не вошла в квалификационную группу | Не вошла в квалификационную группу | Не вошла в квалификационную группу | Не вошла в квалификационную группу | Не вошла в квалификационную группу | Не вошла в квалификационную группу | Не вошла в квалификационную группу | Энн Ноа      |
| 2005  | Не прошла квалификацию | Не прошла квалификацию | Не прошла квалификацию | Не прошла квалификацию | Не прошла квалификацию | Не прошла квалификацию | Не прошла квалификацию | Не прошла квалификацию | Не прошла квалификацию | 8                                  | 1                                  | 0                                  | 7                                  | 5                                  | 39                                 | -34                                | Энн Ноа      |
| 2009  | Не прошла квалификацию | Не прошла квалификацию | Не прошла квалификацию | Не прошла квалификацию | Не прошла квалификацию | Не прошла квалификацию | Не прошла квалификацию | Не прошла квалификацию | Не прошла квалификацию | 8                                  | 3                                  | 1                                  | 4                                  | 7                                  | 15                                 | -8                                 | Энн Ноа      |
| 2013  | Не прошла квалификацию | Не прошла квалификацию | Не прошла квалификацию | Не прошла квалификацию | Не прошла квалификацию | Не прошла квалификацию | Не прошла квалификацию | Не прошла квалификацию | Не прошла квалификацию | 10                                 | 6                                  | 2                                  | 2                                  | 18                                 | 8                                  | 10                                 | Айвз Сернелс |
| 2017  | Групповой этап         | 10                     | 3                      | 1                      | 0                      | 2                      | 3                      | 3                      | 0                      | 8                                  | 5                                  | 2                                  | 1                                  | 27                                 | 5                                  | 22                                 | Айвз Сернелс |
| 2022  | Четвертьфинал          | -                      | 4                      | 1                      | 1                      | 2                      | 3                      | 4                      | -1                     | 8                                  | 7                                  | 0                                  | 1                                  | 37                                 | 5                                  | 32                                 | Айвз Сернелс |
| Итого | 2/13                   | -                      | 7                      | 2                      | 1                      | 4                      | 6                      | 7                      | -1                     | 78                                 | 30                                 | 15                                 | 33                                 | 131                                | 138                                | -7                                 | -            |